# Dürrenhofer Moor

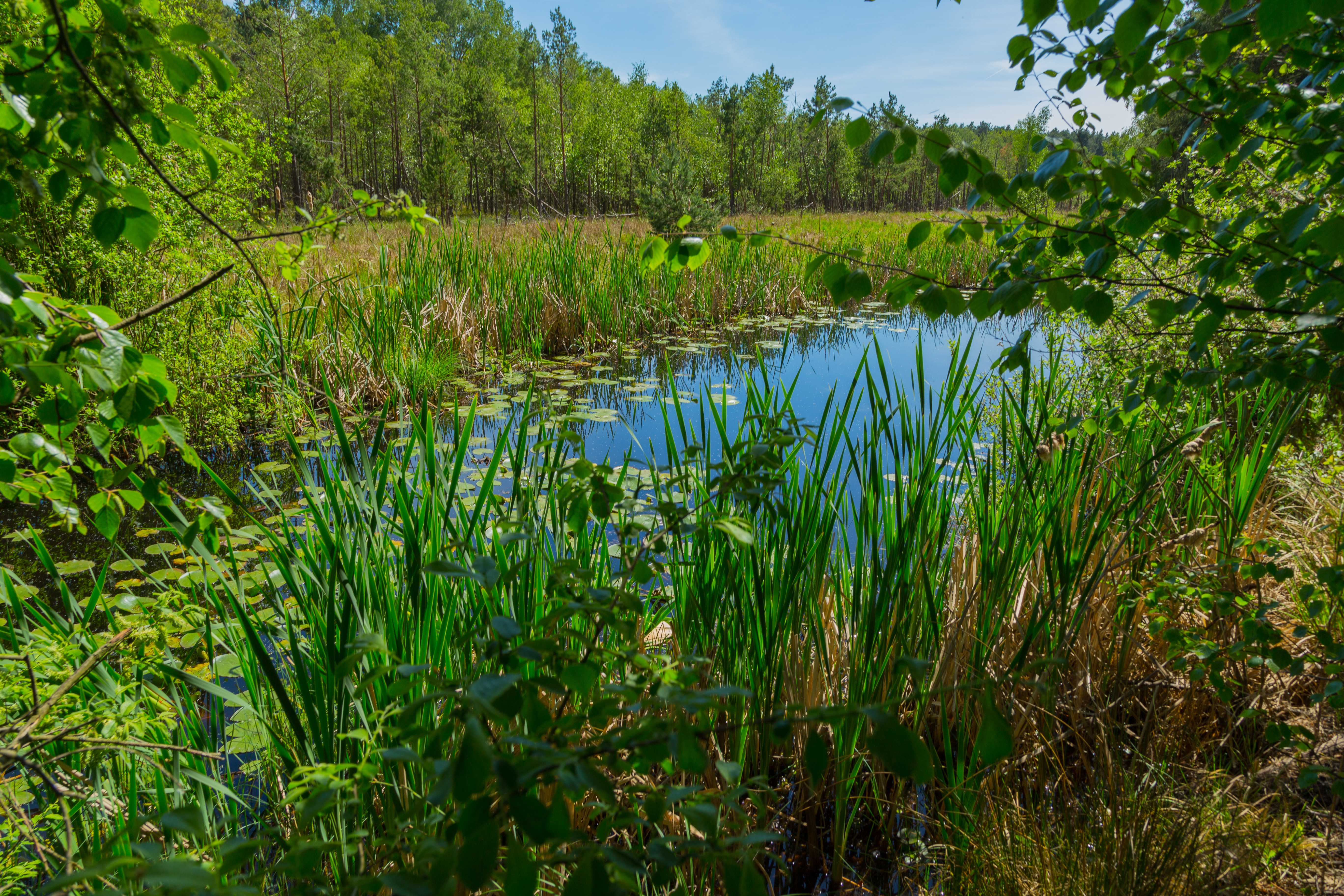
Naturschutzgebiet Dürrenhofer Moor (Mai 2019)

Das Naturschutzgebiet Dürrenhofer Moor liegt auf dem Gebiet der Gemeinde Märkische Heide im Landkreis Dahme-Spreewald in Brandenburg.
Das rund 14,0 ha große Naturschutzgebiet erstreckt sich nördlich von Dürrenhofe und südwestlich von Kuschkow – beide Ortsteile der Gemeinde Märkische Heide. Am nordöstlichen Rand des Gebietes verläuft die Kreisstraße K 6122 und nördlich die B 179. Nordwestlich erstreckt sich das rund 286,8 ha große Naturschutzgebiet Kockot.

## Bedeutung
Das Gebiet mit der Kenn-Nummer 1625 wurde mit Verordnung vom 20. Juni 2012 unter Naturschutz gestellt. Es handelt sich um einen Moorkomplex zwischen Unterspreewald und Landgrabenniederung.